# Clupeoides hypselosoma
Clupeoides hypselosoma és una espècie de peix pertanyent a la família dels clupeids.

## Descripció
- Pot arribar a fer 4,2 cm de llargària màxima.
- 12-18 radis tous a l'aleta dorsal i 16-27 a l'anal.
- Presenta una franja platejada prominent al llarg dels flancs.[6][7]

## Hàbitat
És un peix d'aigua dolça, pelàgic i de clima tropical (1°N-4°S).

## Distribució geogràfica
Es troba a Indonèsia: els rius Kapuas i Barito.

## Observacions
És inofensiu per als humans.